# Illuka (Dorf)
Koordinaten: 59° 14′ N, 27° 29′ O
Illuka ist ein Dorf (estnisch küla) im Kreis Ida-Viru (Ost-Wierland) im Nordosten Estlands. Es war bis 2017 der Hauptort der gleichnamigen Landgemeinde (Illuka vald). Seit der Auflösung der Landgemeinde 2017 gehört Illuka zur Landgemeinde Alutaguse.

## Beschreibung und Geschichte
Illuka (deutsch Illuck) hat 88 Einwohner (Stand 2011). Es liegt 15 Kilometer von der Hauptstadt des Landkreises, Jõhvi, entfernt.
1424 wurde der Ort unter dem Namen Somovere erstmals urkundlich erwähnt. Für das Jahr 1782 ist eine kleine orthodoxe Kapelle der örtlichen russischen Bauern nachgewiesen. 1930 wurde die hölzerne evangelisch-lutherische Kirche von Illuka eingeweiht.

## Gut Illuka
Das historische Gut von Illuka wurde erstmals 1657 urkundlich erwähnt. In der zweiten Hälfte des 19. Jahrhunderts gehörte es den beiden Brüdern Oscar und Eduard Dieckhoff, die das Gut von ihrer Mutter, Karoline Dieckhoff (geborene von Bellingshausen) geerbt hatten.
Zwischen 1885 und 1888 entstand unter der Leitung des Besitzers Oscar Dieckhoff das heutige eingeschossige Herrenhaus aus Stein. Es wurde nach Plänen des aus Rakvere stammenden Architekten Friedrich Modi im Stil des Historismus gebaut. In der Fassade erhebt sich ein hoher neogotischer Mittelrisalit mit Stufengiebel und Türmchen.
1912 erwarb es die adlige deutschbaltische Familie von Nottbeck. Mit der estnischen Landreform von 1919 wurde der letzte Privateigentümer, Claus von Nottbeck, enteignet. Er kam 1939 im Zuge der Umsiedlung der Deutsch-Balten mit seiner Familie über den Warthegau nach Deutschland. Seit 1921 befindet sich in dem Gebäude die Schule des Ortes. Es wird als Ausgangspunkt für Bären- und Elchjagden genutzt.
Der großzügig angelegte Park ist im englischen Stil gehalten.

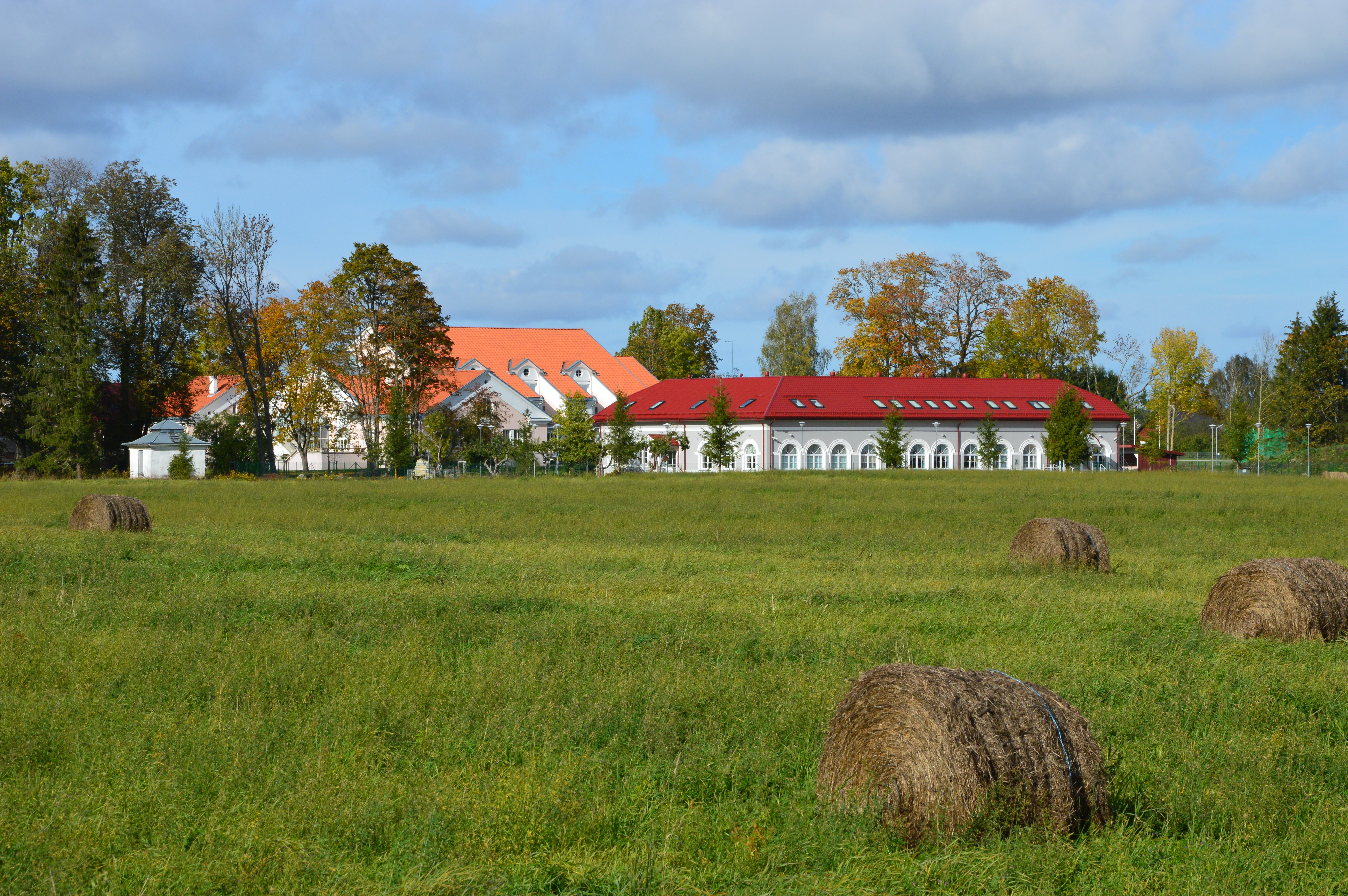
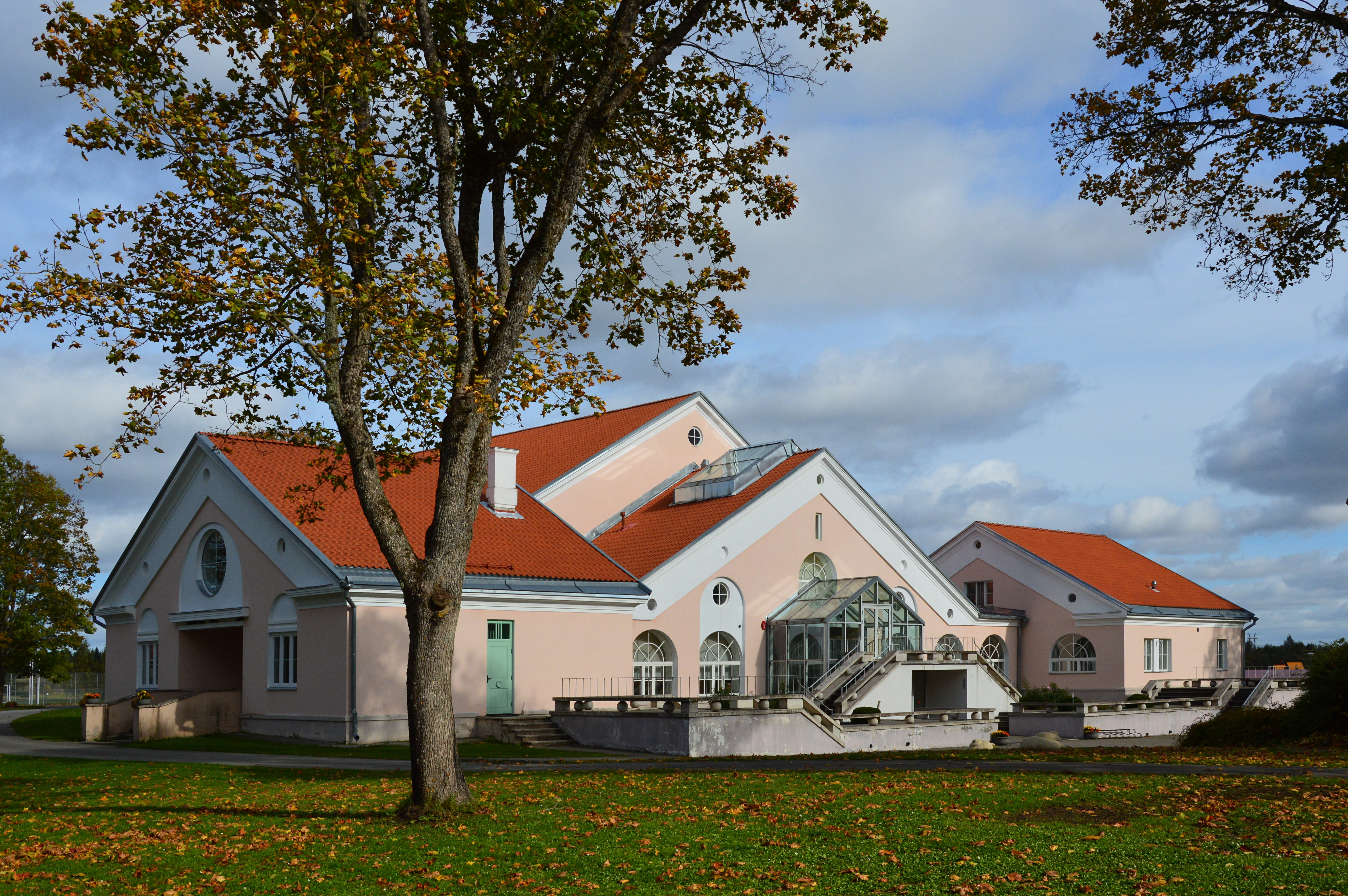
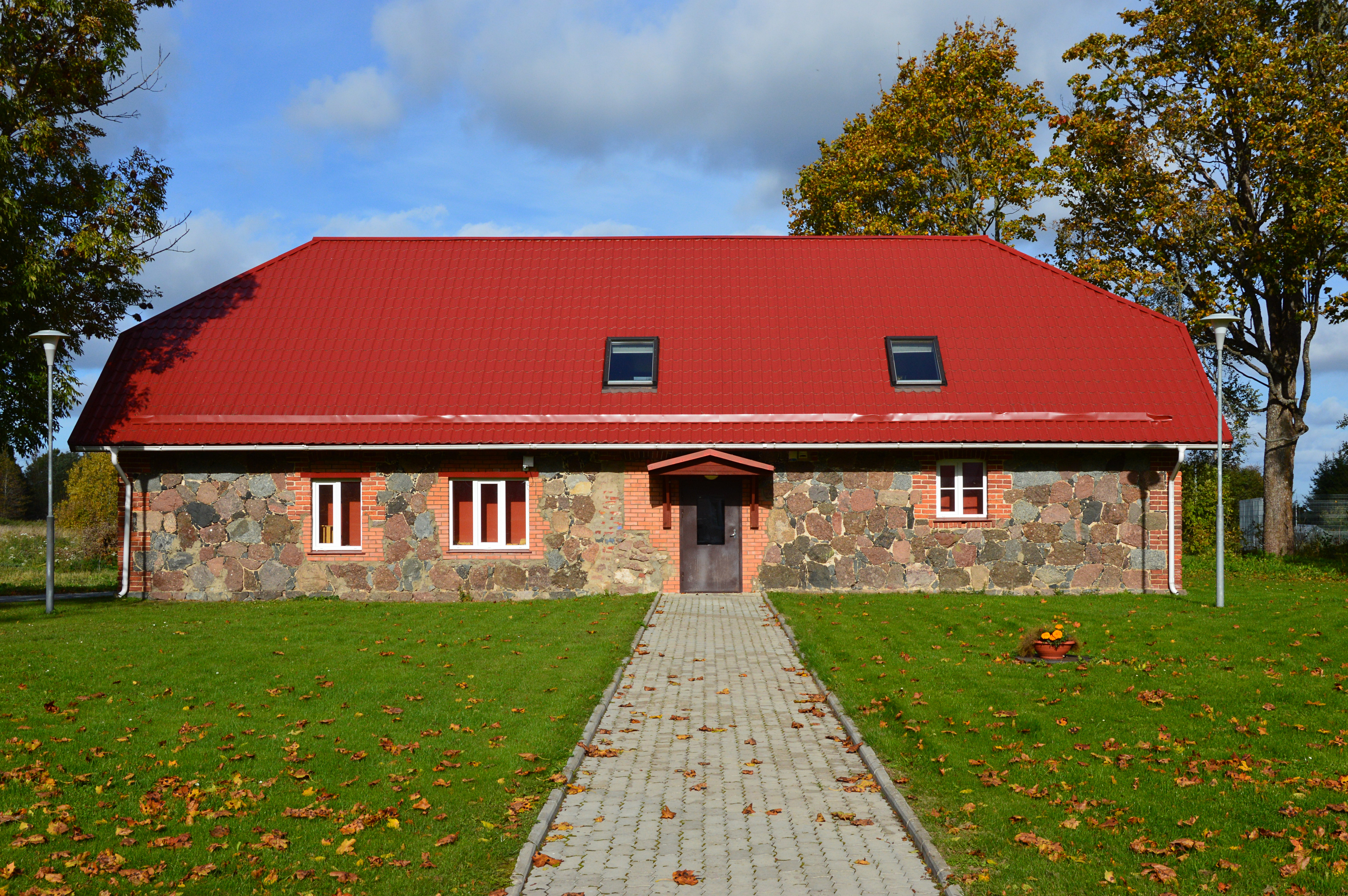
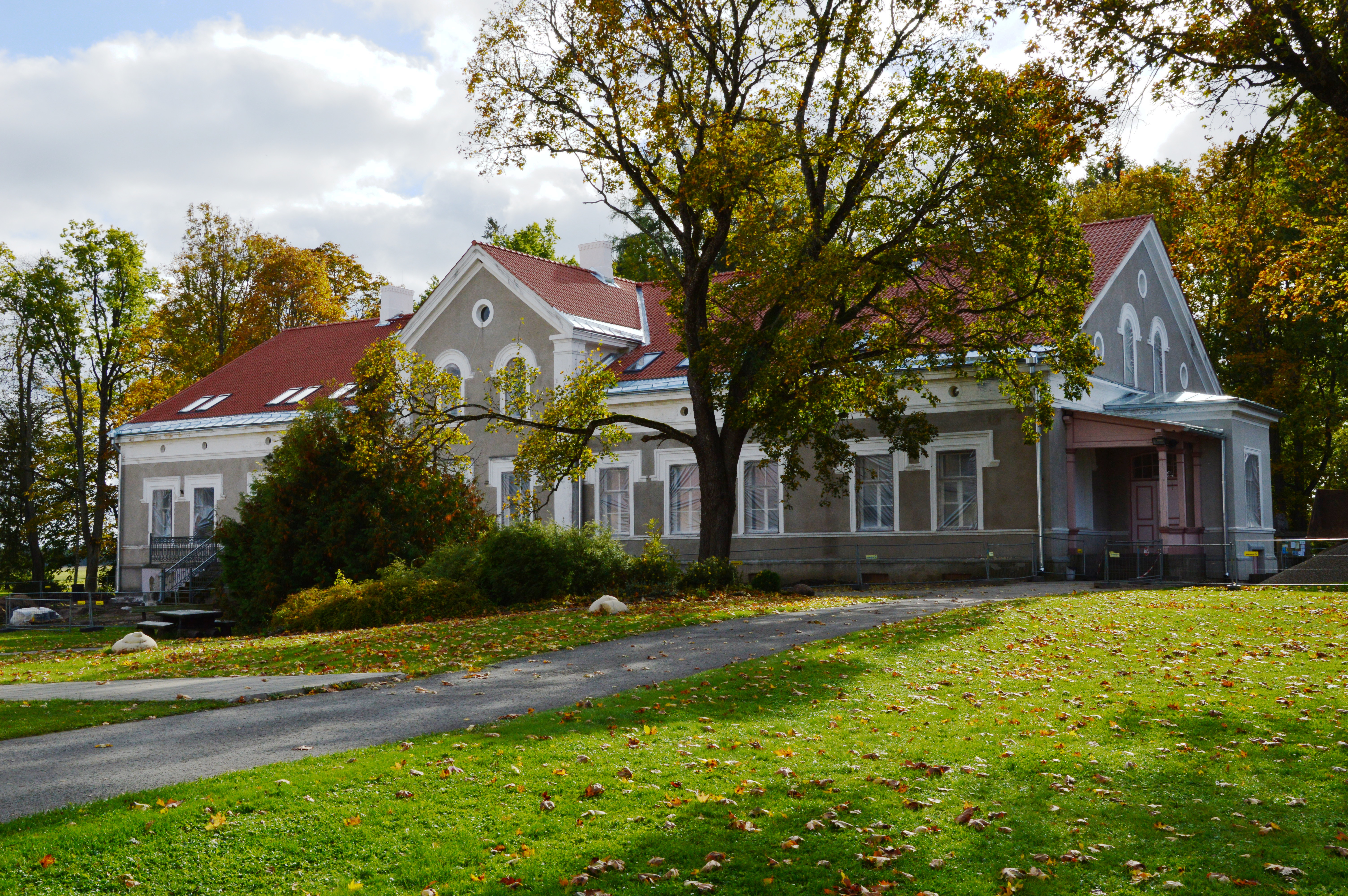
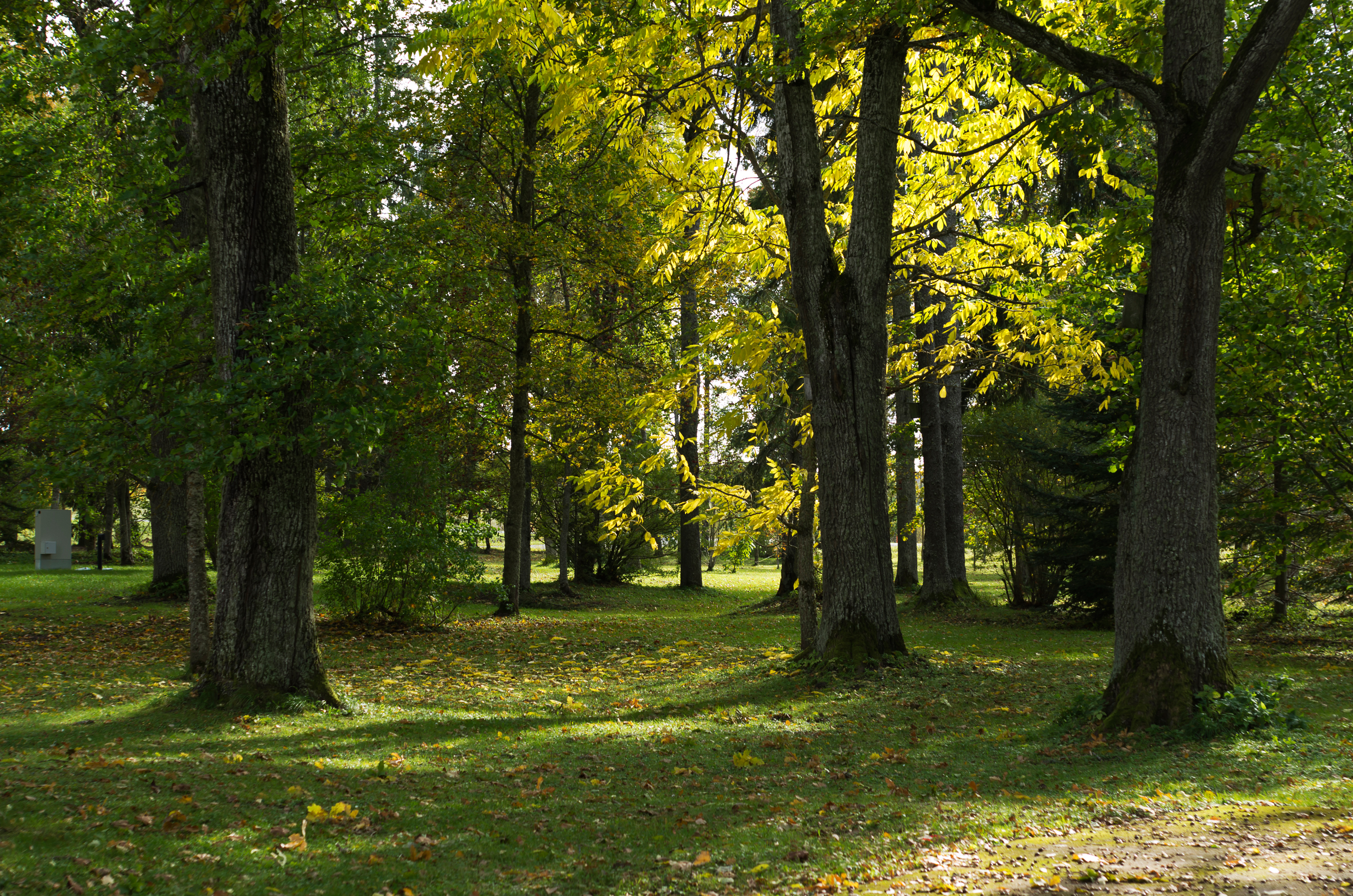